# Максимов, Иван Тихонович

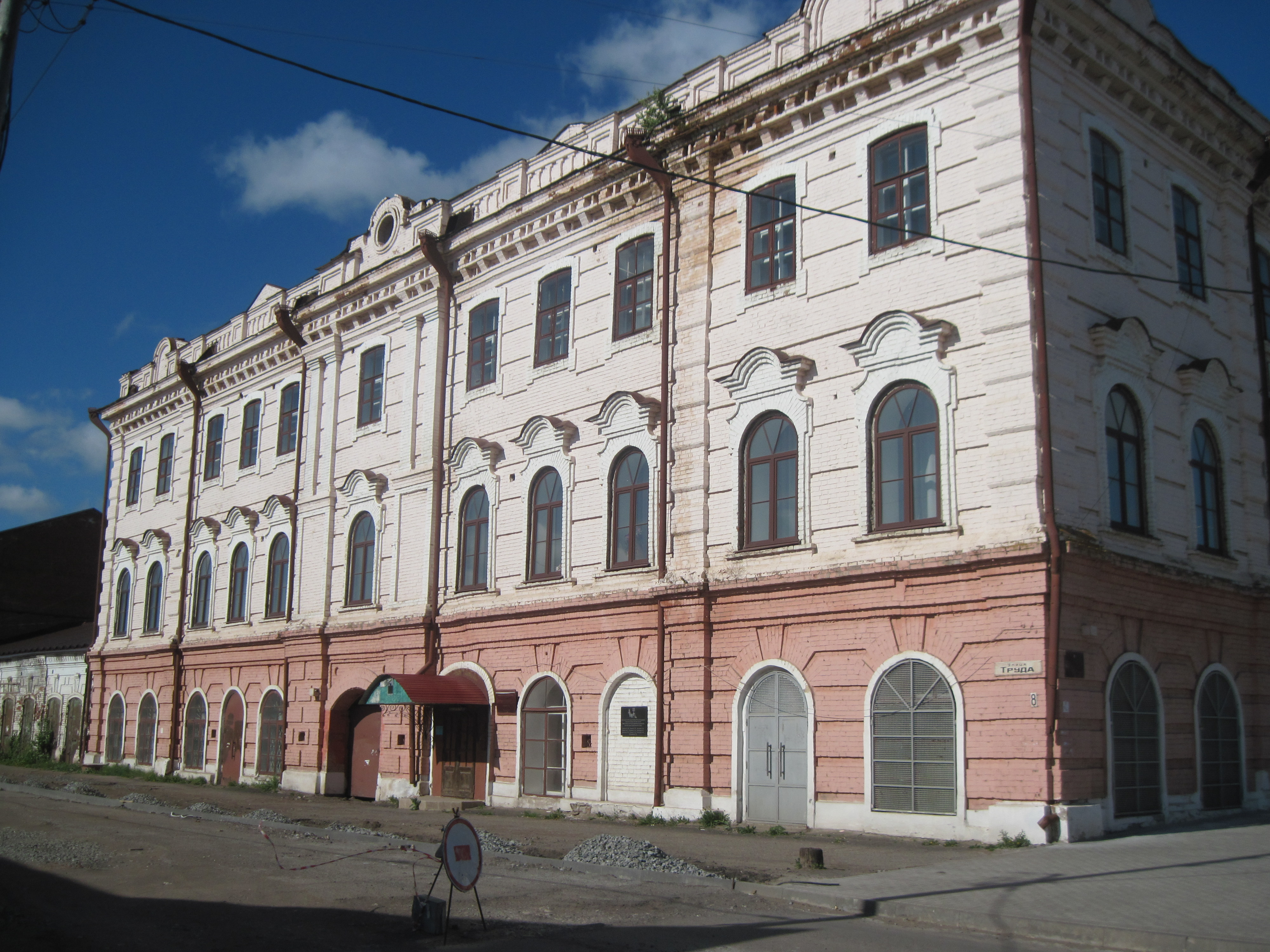
Бывшее Смоленское военное пехотное училище, Удмуртская Республика, город Сарапул, ул.Труда, 8; видна мемориальная доска.

Иван Тихонович Максимов (5 августа 1924, Албай, Татарская АССР — 11 ноября 1987, Казань) — полковник Советской Армии, участник Великой Отечественной войны, Герой Советского Союза (1945).

## Биография
Иван Максимов родился 5 августа 1924 года в селе Албай Албайского сельсовета Мамадышского кантона Татарская АССР, ныне село входит в Албайское сельское поселение Мамадышского района Республики Татарстан.
После окончания восьми классов школы работал счетоводом в колхозе. В августе 1942 года Максимов был призван на службу в Рабоче-крестьянскую Красную Армию. В 1943 году он окончил Смоленское военное пехотное училище. С мая того же года — на фронтах Великой Отечественной войны.
К марту 1945 года старший лейтенант Иван Максимов командовал ротой 358-го стрелкового полка 136-й стрелковой дивизии 70-й армии 2-го Белорусского фронта. Отличился во время освобождения Польши. 30 марта 1945 года Максимов поднял своих бойцов в атаку на подступах к Данцигу и принял активное участие в боях за освобождение города. Под его командованием рота успешно переправилась через Вислу и отразила шесть немецких танковых контратак, продержавшись до переправы основных сил.
Указом Президиума Верховного Совета СССР от 29 июня 1945 года старший лейтенант Иван Максимов был удостоен высокого звания Героя Советского Союза с вручением ордена Ленина и медали «Золотая Звезда».
После окончания войны Максимов продолжил службу в Советской Армии. В 1947 году он окончил курсы усовершенствования офицерского состава. В 1977 году в звании полковника Максимов был уволен в запас. Проживал в Казани, работал в одном из научно-исследовательских институтов. 
Иван Тихонович Максимов умер 11 ноября 1987 года в городе Казани Татарская АССР, ныне город — административный центр Республики Татарстан. Похоронен на Самосыровском кладбище в посёлке Самосырово Советского района города Казани.

## Награды
Был также награждён орденами Красного Знамени, Александра Невского, Отечественной войны 1-й степени, Красной Звезды, «За службу Родине в Вооружённых Силах СССР» 3-й степени, рядом медалей.

## Память
- В Казани на здании Ново-Савиновского райвоенкомата установлена мемориальная доска;
- В городе Мамадыш на Аллее Героев установлен бюст.
- Упомянут на мемориальной доске, установленной на главном корпусе Сарапульского политехнического института (филиала) федерального государственного бюджетного образовательного учреждения высшего образования «Ижевский государственный технический университет имени М.Т. Калашникова». Установлена в 2010 году с 4 фамилиями: Антонов Константин Михайлович, Митькин Борис Викторович, Спицын Спиридон Матвеевич, Теплоухов Михаил Сергеевич[3]; в 2014 году обновлена, стало 10 героев, добавились: Беляев Иван Потапович, Волошин Михаил Евстафьевич, Иванов Михаил Романович, Коновалов Алексей Дмитриевич, Максимов Иван Тихонович, Половинкин Василий Васильевич[4]. Удмуртская Республика, город Сарапул, ул.Труда, 8 — 56°28′35″ с. ш. 53°49′14″ в. д.HGЯO